# IC 2796/2
IC 2796/2 је спирална галаксија у сазвијежђу Лав која се налази на листи објеката дубоког неба у Индекс каталогу.
Деклинација објекта је + 9° 20' 36" а ректасцензија 11h 24m 8,4s. Привидна величина (магнитуда) објекта IC 2796 износи 15,7 а фотографска магнитуда 16,5.